# Piper pubipetiolum
Piper pubipetiolum är en pepparväxtart som beskrevs av C. Dc.. Piper pubipetiolum ingår i släktet Piper och familjen pepparväxter. Inga underarter finns listade i Catalogue of Life.